# Steve Kloves
Steve Kloves (parfois crédité sous le nom de Steven Kloves) est un réalisateur, producteur et scénariste américain, né le 18 mars 1960 à Austin (États-Unis). 
Il est surtout connu pour être le scénariste de la plupart des films Harry Potter ainsi que producteur de la trilogie des Animaux Fantastiques.

## Filmographie

### Scénariste
- 1984 : Les Moissons du printemps (Racing with the Moon) de Richard Benjamin
- 1989 : Susie et les Baker Boys (The Fabulous Baker Boys) de Steven Kloves
- 1993 : Flesh and Bone de Steven Kloves
- 2000 : Wonder Boys de Curtis Hanson
- 2001 : Harry Potter à l'École des Sorciers (Harry Potter and the Philosopher's Stone) de Chris Columbus
- 2002 : Harry Potter et la Chambre des secrets (Harry Potter and the Chamber of Secrets) de Chris Columbus
- 2004 : Harry Potter et le Prisonnier d'Azkaban (Harry Potter and the Prisoner of Azkaban) de Alfonso Cuarón
- 2005 : Harry Potter et la Coupe de feu (Harry Potter and the Goblet of Fire) de Mike Newell
- 2009 : Harry Potter et le Prince de sang-mêlé (Harry Potter and the Half-Blood Prince) de David Yates
- 2010 : Harry Potter et les Reliques de la Mort: Première Partie (Harry Potter and the Deathly Hallows) de David Yates
- 2010 : Harry Potter and the Forbidden Journey de Thierry Coup (court-métrage)
- 2011 : Harry Potter et les Reliques de la Mort: Deuxième Partie (Harry Potter and the Deathly Hallows) de David Yates
- 2012 : The Amazing Spider-Man, de Marc Webb
- 2022 : Les Animaux fantastiques : Les Secrets de Dumbledore de David Yates (co-scénariste)[1]

### Réalisateur
- 1989 : Susie et les Baker Boys (The Fabulous Baker Boys)
- 1993 : Flesh and Bone

### Producteur
- 2018 : Mowgli : La Légende de la jungle (Mowgli: Legend of the Jungle) d'Andy Serkis

## Récompenses
- Prix du meilleur scénario, lors des Boston Society of Film Critics Awards 2000, pour Wonder Boys.
- Prix du meilleur scénario, lors des Las Vegas Film Critics Society Awards 2000, pour Wonder Boys.
- Nomination au prix du meilleur scénario adapté, lors des BAFTA Awards 2001, pour Wonder Boys.
- Nomination au prix du meilleur scénario, lors des Chicago Film Critics Association Awards 2001, pour Wonder Boys.
- Nomination au Golden Globe du meilleur scénario en 2001, pour Wonder Boys.
- Nomination au prix du meilleur scénariste de l'année, lors des Prix du Cercle des critiques de film de Londres 2001, pour Wonder Boys.
- Nomination à l'Oscar du meilleur scénario adapté en 2001, pour Wonder Boys.
- Nomination au prix du meilleur scénario, lors de l'Académie des films de science-fiction, fantastique et horreur 2005 pour Harry Potter et le Prisonnier d'Azkaban et 2006 pour Harry Potter et la Coupe de feu.